# Balat (Aydın)
Balat – wieś w Turcji, w prowincji Aydın, ok. 1 tys. mieszkańców (stan z 2009). Około 2 km od Balatu znajdują się ruiny starożytnego miasta Milet.